# Hypotenze
Pojem arteriální hypotenze označuje nízký tlak krve v tepnách, tedy pokud
systolický tlak klesne pod 90 mmHg a diastolický tlak pod 60 mmHg.

## Akutní hypotenze

### Příznaky
Náhlý pokles krevního tlaku způsobuje mžitky před očima, rozostřené vidění (příčinou nedostatečné prokrvení), točení hlavy, mdloby, celkovou nevolnost.

### Příčiny
Příčinou poklesu krevního tlaku může být tzv.synkopa (krátkodobá ztráta vědomí). Rozlišujeme několik typů synkop (například kardiovaskulární, neurologické a jiné), mdloba je často vyvolána nedostatkem kyslíku, příliš rychlým pohybem nebo podrážděním periferního bloudivého nervu.
Další častou příčinou je šok, při němž organismus zkratově reaguje na náhlé a silné podněty z vnějšího či vnitřního prostředí. Podle aspektu jej vyvolávající rozdělujeme šok na traumatický, anafylaktický, septický a kardiogenní.
Příčina kdy člověk omdlí z důvodu nízkého tlaku může být příznakem nemoci jež se může později objevit. Pacientovi je nutné zpřístupnit tekutinu a být několik minut v absolutním klidu.
Méně obvyklá je porucha mitochondriálních enzymů, kdy dochází ke zvýšené koncentraci oxidu dusnatého aktivaci cytokinů, poté je šokový stav a jej doprovázející hypotenze výsledkem nerovnováhy mezi oxidem dusnatým, superoxidem a jejich metabolity.

## Chronická hypotenze

### Příznaky
Chronická hypotenze se projevuje konstantně sníženými hodnotami krevného tlaku, celkovou únavou, spavostí, bolestmi hlavy, závratěmi, nedostatečným prokrvením končetin a sníženou funkcí potních žláz.

### Příčiny
Mluvíme-li o primární idiopatické hypotenzi, jednou z možných příčin může být poškození neuronu sympatického nervového systému – důsledkem je nedostatečná sekrece katecholaminů, které hrají velkou roli co se týče baroreflexu. Druhotně také útlum osy Renin-Angiotenzin-Aldosteron; pokud se projevuje jenom ortostatickou hypotenzí, mluvíme o idiopatické ortostatické hypotenzi.
Sekundární chronická hypotenze může být způsobena poškozením centrální nervové soustavy (např. roztroušenou sklerózou, poškozením mozkového kmene atp. Dále pak může být choroba zapříčiněna poškozením periferní nervové soustavy (nejrůznější typy neuropatie, syndom Guillen-Barré apod.), endokrinními vlivy a „pharmaky“ (tzv. poléková hypotenze).
Základní vyšetření u hypotenze: anamnéza, klinické vyšetření, základní laboratorní vyšetření, TK a TF vleže, po posazení, po postavení, holterovské monitorování TK a TF, EKG, HUT-test, odpady katecholaminů v moči, další dle podezření.

## Terapie
U sekundární hypotenze odstranění základní příčiny, tedy léčba základního onemocnění a léčba symptomatická.
U primární hypotenze postiženým prospěje pravidelné cvičení (plavání), vyvarovat se náhlých změn polohy, zvýšení příjmu soli na cca 10 a více gramů na den, častější a menší porce, používání elastických punčoch, bandáže dolních končetin + farmakoterapie.